# بطولة العالم للدراجات على المضمار 1924
بطولة العالم للدراجات على المضمار 1924 هي الدورة ال27 من بطولة العالم للدراجات على المضمار، أجريت في باريس، فرنسا.

## النتائج النهائية
| المسابقة                              | ذهبية               | فضية                | برونزية            |
| ------------------------------------- | ------------------- | ------------------- | ------------------ |
| السرعة الفردية                        | Piet Moeskops (NED) | إرنست كوفمان (SUI)  | موريس شيليس (FRA)  |
| سباق مطاردة الدراجة النارية للمحترفين | فيكتور ينارت (BEL)  | Georges Seres (FRA) | L. Toricelli (ITA) |